# 南开大学校钟
南开大学校钟，最早原为铸于1878年的海光寺大钟，1923年南开大学位于八里台的新校址落成之际，海光寺将大钟赠予南开大学作为校钟。1937年，在日军侵华的战火中丢失，至战后搜寻仍下落不明。1997年，南开大学早期校园毁于战火60周年之际，校方决定重新铸造南开大学校钟，并刻上校训、校歌及铭文，立于南开大学主楼北侧。

## 历史沿革

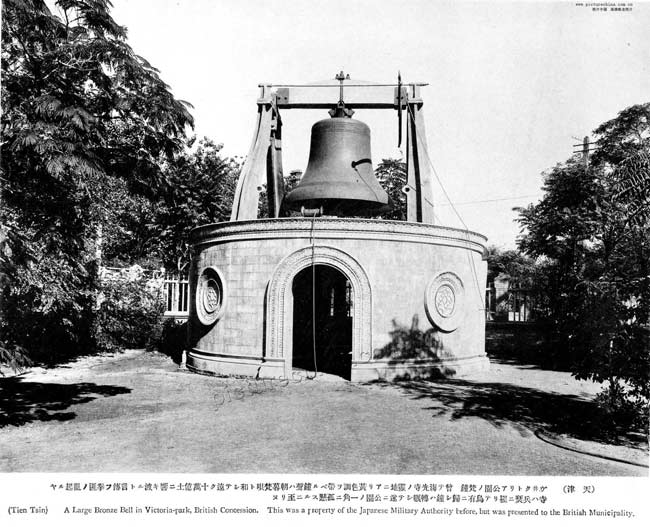
曾安置于英租界维多利亚花园的大钟

大钟在作为南开大学校钟前，曾是海光寺大钟，由德国克虏伯兵工厂于1878年铸造，重1.3万斤。光绪七年（1881年），德国政府将这座大钟送给清政府作为礼物，李鸿章将此钟安置于海光寺，并让天津机器局的七名技师将《金刚经》全文刻于大钟之上。1900年，日军占领海光寺后将此钟送给天津英租界工部局作为消防警钟安置于天津英租界的维多利亚花园。1921年7月，经天津英租界工部局将该钟送回到海光寺内保存，并立一铜牌用中、英两国文字记录该钟辗转历程与原委。
1923年，南开大学八里台新址落成后，海光寺将该大钟赠予南开大学作为校钟，并将其安置于南开大学思源堂西南的钟亭中，以四根弓形梁柱做支架悬挂于两米高的台基之上，每逢南开大学毕业典礼时便鸣钟纪念。1937年7月28日，日军进攻天津，驻扎在海光寺的日军开始准备轰炸南开大学。7月30日，海光寺大钟被日军劫掠不知去处。战后，张伯苓校长曾致函时任中国驻日代表团团长商震，希望在日本的掠夺物品集中地搜寻校钟的去向，但最终仍然下落不明。

## 重铸校钟
1997年7月28日，南开大学早期校园毁于侵华日军战火60周年之际，南开大学校方邀请南京金陵古艺术青铜研究所所长王钟泉设计，由江苏冶金机械厂重新铸造了一口校钟，重达3000余公斤，高1.937米，寓意早期南开校园毁于战火的1937年。校钟安置在南开大学主楼后的大中路旁。校钟的钟槌与南京警世钟的钟槌出自同一棵有着近百年树龄的檀木。新铸造的校钟正面为书法家康殷书写的“南开”两字，周身雕刻有六十枚南开大学的校徽图案。此外，校钟上刻有校训、校歌和八十字的校钟铭文。

## 敲钟传统
自1932年，九一八事变一周年起，南开大学便开始有鸣钟纪念的传统。由于南开大学早期校园曾毁于日军战火，校钟重铸后每逢九一八或七七事变之际，南开大学都敲响校钟的传统。同时，天津市的国防动员等活动也多在南开大学校钟前举行。